# Arzawa

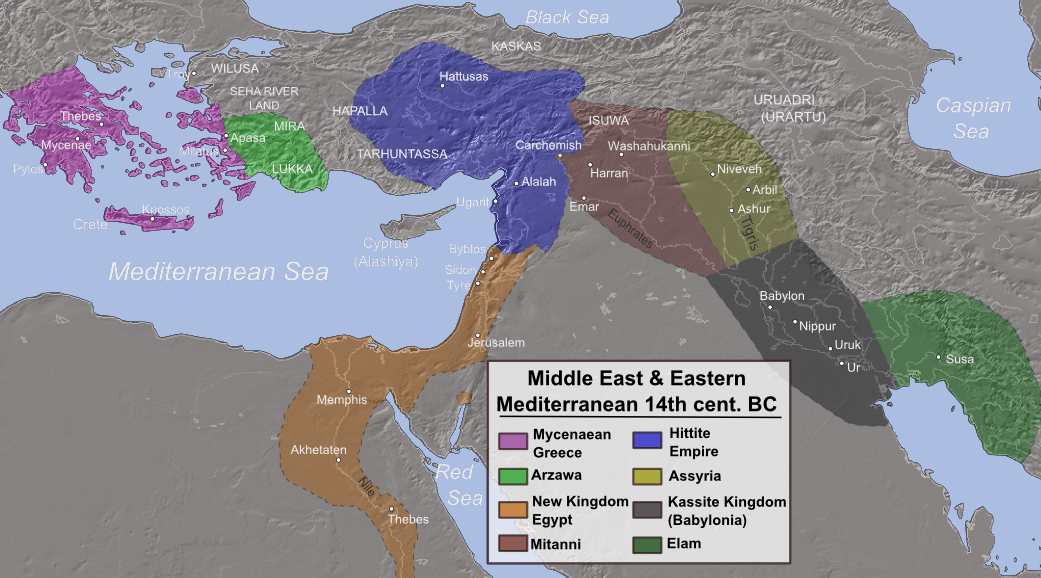
Arzawa (ljusgrönt) under tidiga 1300-talet f.Kr. Arzawa omnämns av det samtidiga Egypten som ett mäktigt rike. Enligt samtida hettitiska källor var de ibland allierade med mykenska Grekland (lila).

Arzawa var en region eller ett rike söder om Troja i västra Anatolien i nuvarande Turkiet som senare blev känd som Lydien genom grekerna. Namnet är bevarat genom egyptiska källor. Riket uppstod ungefär 1400 f.Kr.
Landet upptäcktes i modern tid av norske orientalisten Jørgen Alexander Knudtzon. 1902 utgav han "Die zwei Arzawa-Briefe. Die ältesten Urkunden in indogermanischer Sprache, mit bemerkungen von Sophus Bugge und Alf Torp", en lingvistisk tolkning av en lertavla, som var två av de så kallade Amarnabreven skrivna med kilskrift vilka återfunnits 1887 i Tell El-Amarna, Egypten.
Arzawa gränsade till hettiternas land och ibland var det dess lydrike. Under bronsåldern verkar luviskan vara det språk som talades i Arzawa, vilket är ett anatoliskt språk av den indoeuropeiska språkfamiljen. Runt 1400 f.Kr. hade arzawerna goda förbindelser med Egypten dels så till vida att de hade handelsförbindelser, dels ingick härskarna i de respektive länderna äktenskap med varandra.